# Пети Перка
Теописти (Пети) Хараламбу Перка (на гръцки: Θεοπίστη Χαράλαμπου Πέρκα, Πέτη) Πέρκα) е гръцка политичка от Коалицията на радикалната левица (СИРИЗА).

## Биография
Родена е в 1961 година в македонския град Лерин. Завършва строително инженерство, а по-късно и магистратура по транспорт в Солунския университет. В студентските си години става член на Прогресивния всестудентски синдикалистки лагер и по-късно на СИРИЗА. Работи ив частния и в публичния сектор: Централната служба за управление на продукти, Службата по строителен контрол, Солунската регулаторна агенция, Управлението по екология на Централна Македония. Заместник-председател и шеф на Инженерния отдел в общината. Член е на делегациятана Техническата камара на Гърция и на Управителния съвет на Техническа камара на Гърция за Македония.
Перка е член на Централния политически комитет на СИРИЗА и кандидат за депутат в 2009 и 2012 година. Кандидат е за общински съветник в Солун с движенията „Солун на гражданите и екологията“ (2002, 2006) и „Открит град Солун“ (2010). Кандидат е за евродепутат от СИРИЗА в 2014 година и кандидат за депутат през 2015 година от Лерин. От май 2015 година до февруари 2017 година служи в правителството на СИРИЗА като генерален секретар на Министерството на транспорта и инфраструктурата, след което подава оставка, за да заеме длъжността генерален секретар по публичната собственост на Министерството на финансите.
На 7 юли 2019 година е избрана за депутат от избирателен район Лерин.
Майка е на две деца.